# 宁西街道 (镇宁县)
宁西街道是中华人民共和国贵州省安顺市镇宁布依族苗族自治县下辖的一个街道办事处。

## 行政区划
宁西街道下辖以下村级行政区划单位：
谐美社区、刘关社区、和平社区、锦屏村、果寨村、高荡村、十一村、和睦村。